# Mato Verde
Mato Verde là một đô thị thuộc bang Minas Gerais, Brasil. Đô thị này có diện tích 474446 km², dân số năm 2007 là 12989 người, mật độ 26,2 người/km².